# Stazione di Segrate
La stazione di Segrate è una fermata ferroviaria posta sul tratto comune alla linea Milano-Venezia e al "ramo Pioltello" del passante ferroviario di Milano, a servizio dell'omonima città.

## Storia
La fermata venne attivata ufficialmente il 12 dicembre 2002, senza però essere servita da alcun treno; a partire dal 5 maggio 2003 fu servita da treni appositamente istituiti, percorrenti la tratta Milano Greco Pirelli-Pioltello.
Con il cambio orario del 12 dicembre 2004 venne servita dai treni della linea S5 del servizio ferroviario suburbano di Milano, a cui si aggiunse la S6 a partire dal 13 dicembre 2009.

## Strutture ed impianti
La fermata conta 2 binari, uno per ogni senso di marcia, serviti da 2 banchine laterali collegate da un sottopassaggio. I binari diretti della linea passano invece a fianco all'impianto.

## Movimento
La fermata è servita dai treni del servizio ferroviario suburbano di Milano: linee S5 (Varese-Pioltello Limito-Treviglio) e S6 (Novara-Pioltello Limito-Treviglio), ciascuna con cadenza semioraria, per un totale di quattro corse all’ora ad intervalli di 15 minuti.

## Interscambi
La fermata è collegata alla città da un servizio di autobus in coincidenza con i treni della linea S6, mentre è raggiungibile tramite la ciclopolitana di Segrate (linee rosa e gialla) dal quartiere di San Felice, sito a sud di ferrovia e strada provinciale, e dal resto della città, verso nord, fino al confine con Vimodrone.